# Rihour (stacja metra)
Rihour – stacja metra w Lille, położona na linii 1. Znajduje się w Lille, w dzielnicy Lille-Centre, pod Place Rihour i obsługuje również centralny plac miasta Place du Général-de-Gaulle.
Została oficjalnie otwarta 25 kwietnia 1983 przez ówczesnego prezydenta Republiki Francuskiej François Mitterranda.